# Rochusgasse
Rochusgasse – jedna ze stacji metra w Wiedniu na Linia U3. Została otwarta 6 kwietnia 1991. 
Znajduje się w 3. dzielnicy Wiednia, Landstraße. Ma jeden peron wyspowy i rozciąga się dwie kondygnacje poniżej Hainburger Straße, między Salmgasse i Hintzerstraße, równolegle do Landstraßer Hauptstraße. Jej nazwa pochodzi od patrona pobliskiego Kościoła św. Rocha.